# Siem van Leeuwen
Simeon (Siem) van Leeuwen is een Nederlands acteur, poppenspeler en stemartiest. Onder zijn eigen bedrijf IJswoestijn ontwerpt en maakt hij voorstellingen, poppen, rekwisieten en decors.
Hij is vooral bekend geworden met de rol van de pop Karbonkel in Ik Mik Loreland, Mats in Huisje, Boompje, Beestje en met buurman Mat (met de grijsgroene/rode trui) in Buurman en Buurman.
In 1993 kreeg hij de Puckprijs voor de bekroonde jeugdvoorstelling Familiepolis en in 2006 werd hij beloond met de Zilveren Krekel voor het decor van Knuffelbos.

## Werk

### Theater
onder andere:
- Familiepolis (IJswoestijn)
- Kleine Sophie & Lange Wapper (RO Theater)
- Hondje (RO Theater & Rieks Swarte)
- Abels Eiland (Onafhankelijk Toneel)
- Dominiek (Onafhankelijk Toneel)
- Panorama van de Eeuw
- Hollandse Revue (Rieks Swarte)
- Roadmaster (IJswoestijn)
- De Hongerende Weg (Huis a/d Amstel & Rieks Swarte)
- De Badkuip (De Brandstichting)
- Baas Ben (De Brandstichting)
- Die Zauberflote (OT & Nationale Reisopera)
- Tante Patent (Rieks Swarte '06-'10)
- Over de Rand (De Brandstichting)
- L'Enfant et les Sortilèges (Rieks Swarte & Limburgs Orkest)
- Mismuis (Kwatta)
- Hou van die hond (Kwatta)
- Dissus (decor Kwatta)
- IJzersterk (Beumer en Drost met Kees van der Vooren)

### Tv-series
onder andere
- 1985 - Een Kaart van Steen (VPRO)
- 1986 - Kindertheater (VPRO)
- 1989 - Lokaal Kabaal (NCRV)
- 1991 - 12 steden, 13 ongelukken (VARA)
- 1991 - Boter, kaas en Deltawerken (VPRO)
- 1992-1993 Butter, cheese and Deltaworks (VPRO)
- 1994 - Ik Mik Loreland (Teleac/NOT)
- 1997 - Kramerije (Teleac/NOT)
- 1997 - Rekenverhalen (Teleac/NOT)
- 1997 - Koppen dicht (TROS)
- 1998 - Zebra
- 2001 - Leven en Dood van Quidam Quidam (VPRO)
- 2003 - Leesdas Lettervos Boekentas (Teleac/NOT)

### Presentatie
- 1985 - Bij Nieuwegein Rechtsaf (De voorloper van Villa Achterwerk)
- 1986 - Snelbinder met Paul de Leeuw
- 1987 - De Paul de Leeuw 10 Over Half 5 Show
- 1988 - Zilveruitjes (VPRO)
- 1995 - Kladderadatsj; met Sander de Heer
- 1996 t/m 2000 - Huisje, Boompje, Beestje; (Teleac/NOT) met Marike Koek en Eric van Sauers

### Teken- en poppenfilms
onder andere
- 1985 t/m heden - Buurman en Buurman (de buurman met de rode trui en de gestreepte muts), samen met Kees Prins.
- 1998 - De Prachtigste Gedichten
- 1998 - Rekenverhalen
- 2001 - de Schatkast

### Films
- 1998 - De Trip van Teetje
- 2009 - De Indiaan

### Gastrollen
onder andere
- 1992 - Goede tijden, slechte tijden (2 afleveringen)
- 1992 - Bureau Kruislaan
- 1995 - Flodder
- 1996 - Een Prettig gesprek
- 2000 - Loenatik